# James Taylor Quartet
Das James Taylor Quartet, auch JTQ genannt, ist eine britische Band im Bereich des Jazzfunk, die zeitweise mit dem Acid Jazz flirtete. Die Band nahm auch unter dem Namen New Jersey Kings Platten auf. Das Quartett besteht aus James Taylor, Nigel Price, Gary Crockett und Neil Robinson. Bei Plattenaufnahmen und Liveauftritten werden sie regelmäßig durch einen Bläsersatz mit aktuell John Willmott (Tenorsaxophon, Flöte) und Nick Smart (Trompete) sowie die Sängerin Yvonne Yanney verstärkt.
Das James Taylor Quartet hat keine Verbindungen zum amerikanischen Folk/Pop-Musiker James Taylor.

## Geschichte

### Anfänge mit Filmmusik
Das Quartett entstand aus der Gruppe The Prisoners. Als erste Singleaufnahme des James Taylor Quartet wurde Herbie Hancocks Filmmusik-Klassiker Blow-Up 1985 für das Plattenlabel Re Elect the President, dem späteren Acid-Jazz-Label aufgenommen. Der Titel wurde von John Peel drei Jahre lang in der Sendung Festive 50 Charts gespielt. Das Debütalbum der Band, Mission Impossible, das im Folgejahr veröffentlicht wurde, enthielt ebenfalls Songs aus den 1960er Jahren, die von Spielfilmen her bekannt waren, wie etwa Alfie (aus Der Verführer läßt schön grüßen), Mrs. Robinson (aus Die Reifeprüfung) oder Goldfinger (aus James Bond 007 – Goldfinger). Im Unterschied dazu bildete das zweite Album, The Money Spyder, den Soundtrack zu einem imaginären Film über Spione.
Nach dem in Live-Atmosphäre aufgenommenen dritten Album Absolute (1991) wechselte die Band, die bis dahin nur Instrumentalnummern spielte, den Stil und brachte Alben mit Liedern heraus, die sich an die britische Soul- und Acid-Szene richteten. An ihnen waren Sänger wie Rose Windross von Soul II Soul, Alison Limerick und Noel McKoy beteiligt. McKoy war zeitweilig Mitglied der Band. Mit der Single Love the Life kam die Gruppe in die Top 40; das Album Supernatural Feeling erreichte gleichfalls die UK-Charts. Das folgende Album In the Hand of the Inevitable verkaufte sich noch besser.

### Zurück zu den Anfängen
Anschließend kehrte das James Taylor Quartet wieder zum ursprünglichen Stil zurück, der stark von Bands wie Booker T. & the M.G.’s geprägt war. Die Band coverte dabei gelegentlich Titel wie Whole Lotta Love, Dirty Harry oder Jesus Christ Superstar, beschäftigte sich aber hauptsächlich mit Eigenkompositionen. Die Band hat auch mit Tom Jones, The Wonder Stuff, Manic Street Preachers, The Pogues und U2 zusammengearbeitet und fungierte als Hausband in Gaby Roslins Talkshow auf Channel 4. Gelegentlich erweitert sich das James Taylor Quartet auch zur Bigband.

## Diskografie
als James Taylor Quartet
- Mission Impossible (1987)
- The Money Spyder (1987)

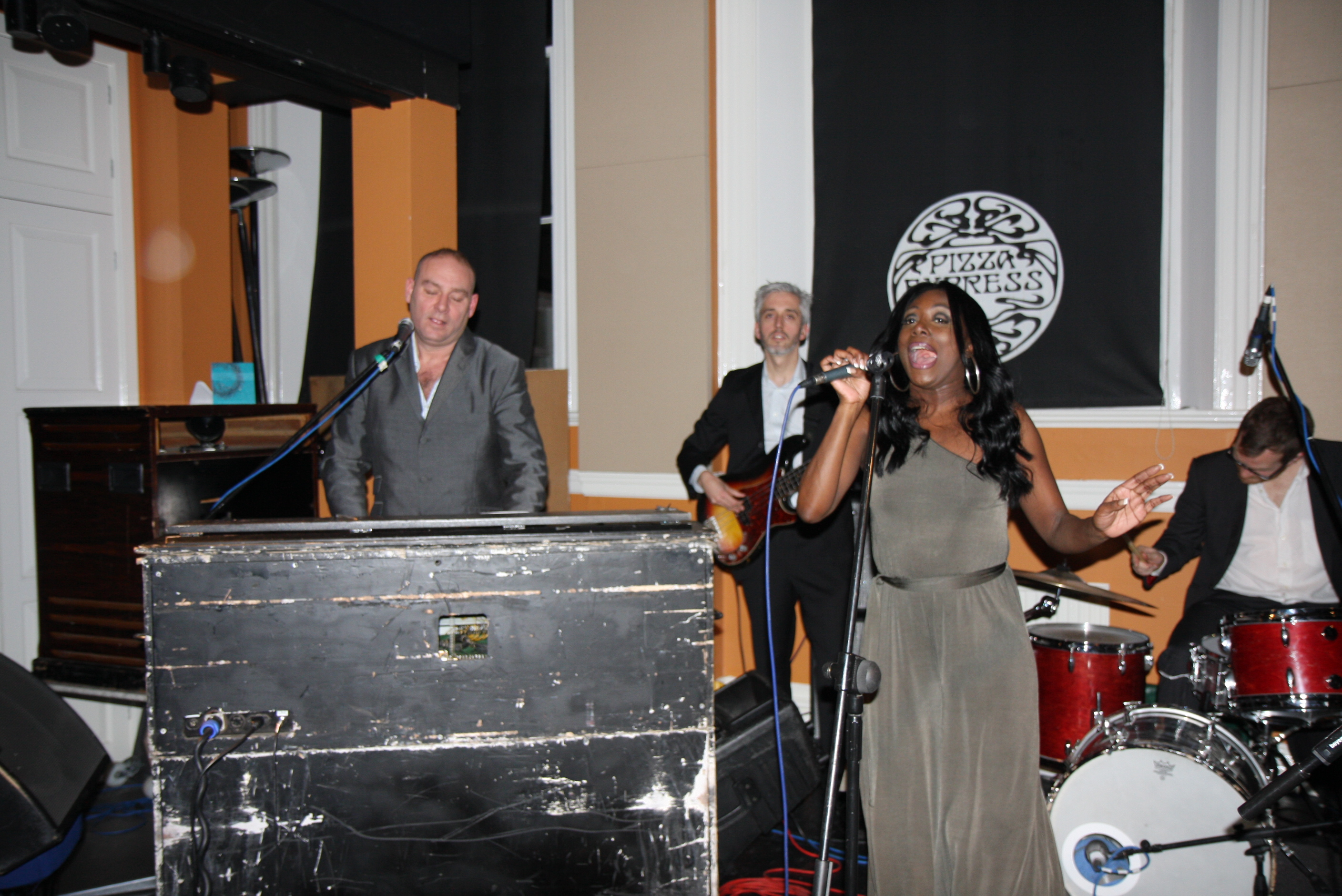
Das James Taylor Quartet in PizzaExpress Jazz Club, Maidstone, 2010 mit Sängerin Yvonne Yanney

- The First Sixty Four Minutes (1988; enthält die beiden vorstehenden Alben)
- Wait a Minute (1988)
- Get Organized (1989)
- Do Your Own Thing (1990)
- Absolute - JTQ Live (1991)
- Supernatural Feeling (1993)
- Extended Play (EP) (1994)
- BBC Sessions (1995)
- In the Hand of the Inevitable (1995)
- (A Few Useful Tips about) Living Underground (1996)
- Creation (1996) (Single)
- Whole Lotta Live (1998)
- Blow Up! A JTQ Collection (1998)
- JTQ, A Collection - the Best of the Acid Jazz Years (1999)
- Penthouse Suite (live) (1999)
- A Bigger Picture (1999)
- Swinging London (2000)
- Message from the Godfather (2001)
- Hammond-Ology (2001)
- Room at the Top (2002)
- The Oscillator (2003)
- A Taste of Cherry (2006)
- Picking Up Where We Left Off (2007)
- Don’t Mess with Mr. T (2007)
- Live at the Jazz Cafe (2008)
- New World (2009)
- The Template (2011)
- Closer to the Moon (2013)
- The Rochester Mass (2015)
- Bootleg (2017)
- Quick Fire: The Audio Network Session (2017)
- Soundtrack from electric bkack (2018)
- People Get Ready [We’re Moving On] (2020)

als New Jersey Kings
- Party to the Bus Stop (1992)
- Stratosphere Breakdown (1995)
- Uzi Lover (2001)